# John Foulds
John Herbert Foulds, född 2 november 1880 i Manchester, död 25 april 1939 i Calcutta, var en engelsk kompositör av klassisk musik.
Foulds var en nyskapande och till största delen självlärd kompositör. Några av hans verk är Three Mantras för orkester och kör (1919–1930), Essays in the Modes för piano (1920–1927), pianokonserten Dynamic Triptych (1927–1929) och hans nionde stråkkvartett Quartetto Intimo (1931–1932). 
Känt är också hans gigantiska World Requiem (1919–1921), som framfördes under fyra år i Royal Albert Hall och Queen's Hall i London av upp till 1 250 musiker och sångare. När intresset för World Requiem svalnade flyttade Foulds från London till Paris år 1927 och slutligen reste han till Indien 1935 där han samlade in folkmusik och komponerade för traditionella indiska musikensembler.